# 폴란드 사회주의청년연합
폴란드 사회주의청년연합(폴란드어: Związek Socjalistycznej Młodzieży Polskiej, ZSMP)은 폴란드의 청년조직으로, 1976년에 폴란드 통일노동자당의 청년부문 선전조직으로 세워졌다. 1989년 폴란드 인민공화국 붕괴 시대에 폴란드 통일노동자당과 종속관계를 끝내고 민주좌파연합에 종속되었으나, 2020년 민주좌파연합이 해산되면서 독립적인 단체가 되었다.